# Wahlbezirk Schlesien 5
Der Wahlbezirk Schlesien 5 war ein Wahlkreis für die Wahlen zum Abgeordnetenhaus im österreichischen Kronland Schlesien. Der Wahlbezirk wurde 1907 mit der Einführung der Reichsratswahlordnung geschaffen und bestand bis zum Zusammenbruch der Habsburgermonarchie.

## Geschichte
Nachdem der Reichsrat im Herbst 1906 das allgemeine, gleiche, geheime und direkte Männerwahlrecht beschlossen hatte, wurde mit 26. Jänner 1907 die große Wahlrechtsreform durch Sanktionierung von Kaiser Franz Joseph I. gültig. Mit der neuen Reichsratswahlordnung schuf man insgesamt 516 Wahlbezirke, wobei mit Ausnahme Galiziens in jedem Wahlbezirk ein Abgeordneter im Zuge der Reichsratswahl gewählt wurde. Der Abgeordnete musste sich dabei im ersten Wahlgang oder in einer Stichwahl mit absoluter Mehrheit durchsetzen. Der Wahlkreis Schlesien 5 umfasste die Städte Bielitz, Skotschau und Jablunkau.
Aus der Reichsratswahl 1907 ging der Bauarbeiter aus Wien Otto Günther, ein Kandidat der deutschen Liberalen, als Sieger hervor. Günther gewann in Bielitz auch früher im Jahr 1905. Seine Gegner waren Julius Axmann aus Wien (Christlichsoziale Partei) mit relativer Unterstützung der örtlichen Polen und sozialistischer Maurice Arbeitel aus Teschen.
In der Reichsratswahl 1911 gewann wieder Otto Günther. Seine Gegner waren damals Karl Angermayer (Christlichsoziale Partei) und sozialistischer Josef Hellman, ein schwach bekannter in Schlesien Lehrer aus Wien.

## Wahlergebnisse

### Reichsratswahl 1907
Die Reichsratswahl 1907 wurde am 14. Mai 1907 (erster Wahlgang) sowie am 23. Mai 1907 (Stichwahl) durchgeführt.

#### Erster Wahlgang
| Bielitz: 1287  |
| Skotschau: 222 |
| Jablunkau: 121 |

| Bielitz: 47,1 %   |
| Skotschau: 34,9 % |
| Jablunkau: 20,6 % |

| Bielitz: 680   |
| Skotschau: 408 |
| Jablunkau: 459 |

| Bielitz: 24,9 %   |
| Skotschau: 63,9 % |
| Jablunkau: 78,2 % |

| Bielitz: 745 |
| Skotschau: 8 |
| Jablunkau: 7 |

| Bielitz: 27,3 %  |
| Skotschau: 1,2 % |
| Jablunkau: 1,2 % |

#### Stichwahl
| Bielitz: 1868  |
| Skotschau: 218 |
| Jablunkau: 114 |

| Bielitz: 69,6 %   |
| Skotschau: 34,8 % |
| Jablunkau: 19,7 % |

| Bielitz: 815   |
| Skotschau: 409 |
| Jablunkau: 469 |

| Bielitz: 30,4 %   |
| Skotschau: 65,2 % |
| Jablunkau: 80,3 % |

### Reichsratswahl 1911
Die Reichsratswahl 1911 wurde am 13. Juni 1911 (erster Wahlgang) sowie am 20. Juni 1911 (Stichwahl) durchgeführt.

#### Erster Wahlgang
| Bielitz: 1434  |
| Skotschau: 248 |
| Jablunkau: 212 |

| Bielitz: 48,5 %   |
| Skotschau: 38,4 % |
| Jablunkau: 34,5 % |

| Bielitz: 568   |
| Skotschau: 375 |
| Jablunkau: 377 |

| Bielitz: 19,2 %   |
| Skotschau: 57,3 % |
| Jablunkau: 61,4 % |

| Bielitz: 937  |
| Skotschau: 18 |
| Jablunkau: 18 |

| Bielitz: 31,3 %  |
| Skotschau: 2,8 % |
| Jablunkau: 2,9 % |

#### Stichwahl
| Bielitz: 1695  |
| Skotschau: 275 |
| Jablunkau: 192 |

| Bielitz: 60,3 %   |
| Skotschau: 43,5 % |
| Jablunkau: 32 %   |

| Bielitz: 1117  |
| Skotschau: 358 |
| Jablunkau: 408 |

| Bielitz: 39,7 %   |
| Skotschau: 56,5 % |
| Jablunkau: 68 %   |